# هاري ثورستون بيك
هاري ثورستون بيك (بالإنجليزية: Harry Thurston Peck)‏ هو عالم لغوي كلاسيكي وشاعر أمريكي، ولد في 24 نوفمبر 1856 في ستامفورد في الولايات المتحدة، وتوفي بنفس المكان في 23 مارس 1914.